# Digital Trends
Digital Trends est un site internet d'actualités, de style de vie et de technologie basé à Portland, dans l'Oregon, qui publie des actualités, des critiques, des guides, des articles pratiques, des vidéos descriptives et des podcasts sur la technologie et les produits électroniques grand public . Avec des bureaux à Portland, à New York, à Chicago et dans d'autres endroits, Digital Trends est géré par Designtechnica Corp., une société de médias qui publie également Digital Trends Español, en se concentrant sur les hispanophones du monde entier.
Le site propose des critiques et des informations sur un large éventail de produits technologiques. Cela comprend les produits électroniques grand public tels que les smartphones, les jeux et les systèmes vidéo, les ordinateurs portables, les PC et les périphériques, les téléviseurs, etc.
Selon SimilarWeb, le site a reçu plus de 40 millions de visites par mois en juin 2018. L'équipe éditoriale de Digital Trends est dirigée par le rédacteur en chef Jeremy Kaplan et guidée par les cofondateurs Ian Bell et Dan Gaul.